# Lukaskirche (Richrath)

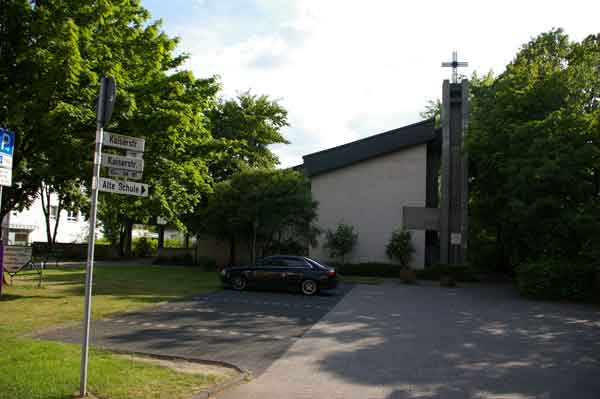
Lukaskirche in Langenfeld

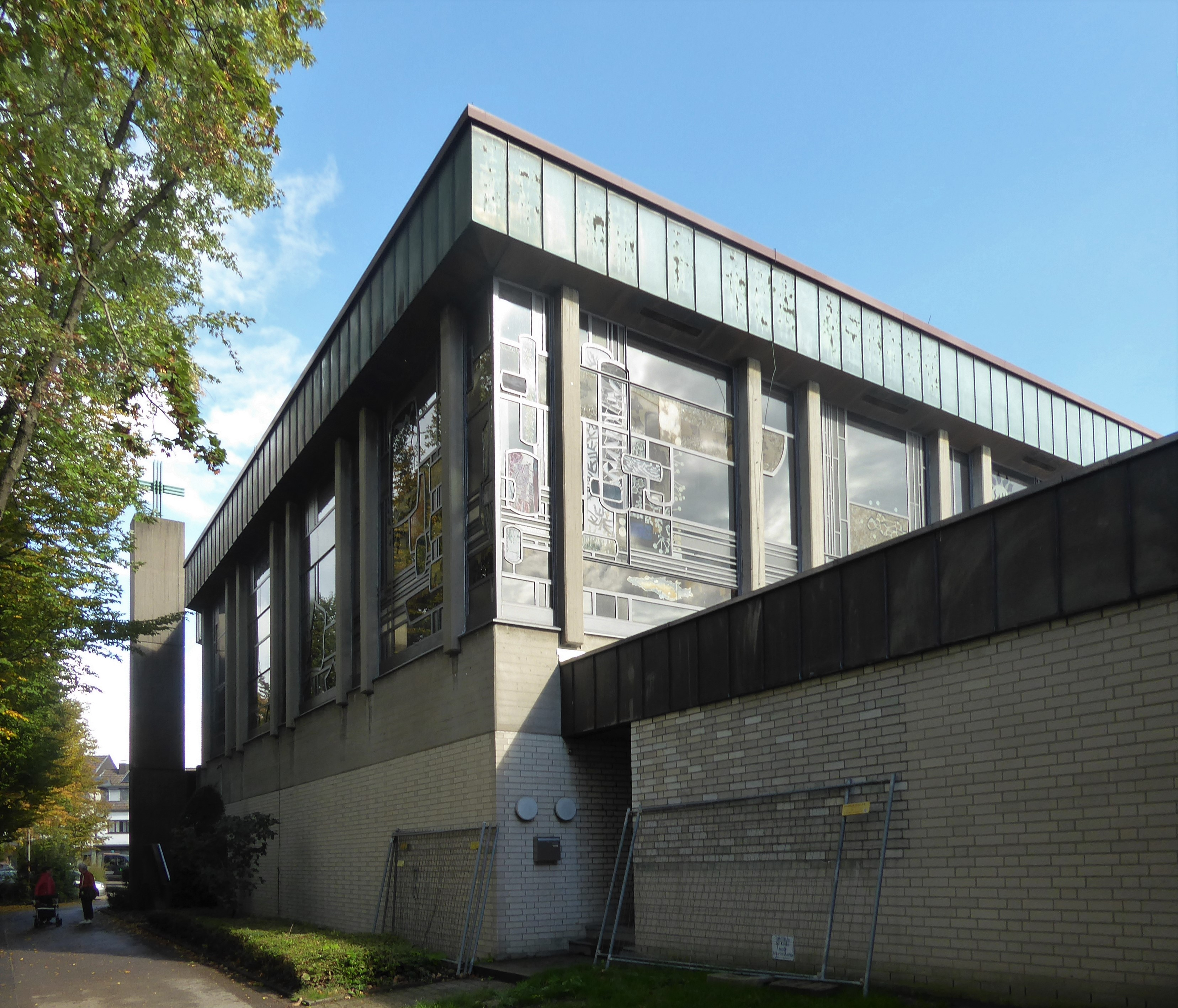
Lukaskirche, Ansicht von Westen

Die Lukaskirche ist die evangelische Kirche im Langenfelder Ortsteil Richrath (Kreis Mettmann) und eine von vier Kirchen der Evangelischen Kirchengemeinde Langenfeld, die zum Kirchenkreis Leverkusen der Evangelischen Kirche im Rheinland gehört.

## Baugeschichte
Bis zur Errichtung eines eigenen Gemeindehauses wurde die Gemeinde in Richrath von der Erlöserkirche in Immigrath aus betreut. Im Februar 1964 wurde eine eigene Pfarrstelle in Richrath eingerichtet. Das Gemeindehaus diente zunächst auch als Gottesdienstraum, Planungen für einen Kirchenbau waren bereits im Gange. Vorgesehen war eine freistehende Kirche mit Glockenturm. Die Anregung, Gemeindehaus und Kirche in einem Komplex zu verbinden und so die Gemeindearbeit intensiver mit der Kirche zu verknüpfen, stammte von einer Reise der Pfarrerin 1966 in die USA. Das Presbyterium stimmte diesem Vorschlag zu – so legte der Solinger Architekt Wolfgang Nathow einen neuen Entwurf vor. Dabei wurde nach eingehender Beratung auf einen Glockenturm und auf Glocken verzichtet. 1970 erfolgte die Grundsteinlegung der Kirche, worauf eine Tafel am Kircheneingang verweist (1 Tim 4,10 ).
1972 wurde die Kirche eingeweiht und nach dem Evangelisten Lukas benannt. Die Firma Mannesmann, damals größter Arbeitgeber Langenfelds, stiftete besondere (nahtlose) Röhren, aus denen die Kreuze auf der Kirche und im Kircheninnern gefertigt wurden.
2021 wurden die angrenzenden Gemeinderäume abgerissen und durch ein neues Gemeindezentrum ersetzt.

## Innenraumgestaltung
Das farbenprächtige, symbolreiche Lichtband, ein Werk des niederländischen Glasmalers Henk Schilling, bezieht sich auf die biblische Heilsgeschichte.